# Язиково
Язиково (на руски: Языково) е селище от градски тип в Русия, разположено в Карсунски район, Уляновска област. Населението му към 1 януари 2018 година е 3584 души.